# Nini Witzansky
Nini Nyström, känd under flicknamnet Nini Witzansky, född 21 april 1937 i Hedvig Eleonora församling i Stockholm, död 17 oktober 2021 i Uppsala, var en svensk skådespelare.
Nini Witzansky var dotter till teaterpedagogen Axel Witzansky och Greta Simpson. Som 15-åring började hon arbeta som sufflös för Riksteatern, där hon spelade flera roller innan hon 1956–1961 var engagerad vid Norrköping–Linköping stadsteater och vid Borås kretsteater 1961–1964 följt av Uppsala stadsteater från 1964.
Bland hennes större roller märks titelrollerna i Anne Franks dagbok 1956, Simones drömmar 1957 och Dunungen 1961 på Stadsteatern Norrköping-Linköping. Witzansky hade därtill huvudroller i pjäser som Gräset och Folk och rövare i Kamomilla stad med Borås kretsteater 1960. Hon spelade mot maken Anders Nyström i Den stora vreden 1961. 
Vidare stod hon på scenen i flera av Owe Thörnqvists och Rune Eks lokalrevyer i Uppsala på 1950-talet. Hon skrev visor till Staffan Westerbergs barnprogram Docklek som sändes svensk TV 1960. I Strindberg-pjäsen Moderskärlek spelade hon syster mot sin verkliga syster Nadja Witzansky för TV-teatern 1967.
Åren 1960–1990 var hon gift med skådespelaren Anders Nyström (1933–2022). Makarna fick en son 1961 och en dotter 1963.

## Teaterroller i urval
- 1954 – Ordet, av Kaj Munk, regi Sandro Malmquist, Riksteatern.[9]
- 1954 – Vildfågel, av Jean Anouilh, regi Börje Mellvig, Riksteatern.[10]
- 1955 – Picknick, av William Inge, regi Harry Roeck-Hansen, Riksteatern.[11]
- 1955 – Halv storm i Pålefjället, av Karl-Aage Schwartzkopf, regi Eva Sköld, Riksteatern.[12]
- 1956 – Mötesplatsen i Mörkret, av Kristian Knöppel, regi Sten Lonnert, Kammarteatern.[13]
- 1956 – Den gode grannen, av Roger Martin du Gard, och Bråkstaren, av Sven Clausen.[14][15]
- 1957 – Simones drömmar, av Bertolt Brecht, regi Lars-Erik Liedholm, Stadsteatern Norrköping-Linköping.[16]
- 1958 – Bröllopet på Seine, av Marchel Archard, regi John Zacharias, med Stadsteatern Norrköping-Linköping, på Amiralen.[17]
- 1959 – Älskling jag ger mig av, av Mark Reed, regi Rolf Carlsten.[18]
- 1959 – Frestelse, av Jacques Deval, regi John Zacharias, Stadsteatern Norrköping-Linköping.[19]
- 1959 – Ett resande teatersällskap, av August Blanche, regi Bertil Norström, Stadsteatern Norrköping-Linköping.[20]
- 1960 – Gräset, av Walentin Chorell, regi Anita Blom, Borås kretsteater.[21]
- 1960 – Folk och rövare i Kamomilla stad, av Thorbjørn Egner, regi Bertil Norström.[22]
- 1961 – Dunungen, av Selma Lagerlöf, regi Sture Ericson, Stadsteatern Norrköping-Linköping.[23]
- 1961 – Miss 6, musikkomedi av Bertil Norström och Gunnar Hoffsten, Stadsteatern Norrköping-Linköping.[24]
- 1961 – Den stora vreden, av Max Frisch, regi Anita Blom, Borås kretsteater.[25]
- 1961–1962 – Misstänkt, thriller av R C Sherriff, regi Palle Granditsky, Borås kretsteater.[26]
- 1962 – Tartuffe, av Molière, regi Kåre Santesson, Borås kretsteater.[27]
- 1962 – Tjuvarnbas bal, av Jean Anouilh, Regi Anita Blom, Borås kretsteater.[28]
- 1962 – Tunn luft, regi Anita Blom, Borås kretsteater.[29]
- 1962 – Tre systrar, av Anton Tjechov, regi Palle Granditsky.[29]
- 1962 – Partyt, av Jane Arden, regi Anita Blom, Borås kretsteater.[30]
- 1963 – Vad ska grannarna säga, av David Turner, regi Anita Blom, Borås stadsteater.[31]
- 1964 – Den kinesiska asken, av Finn Methling, regi Etienne Glaser, Borås stadsteater.[32]
- 1964 – Bockfoten, av Donagh MacDonagh, regi Anita Blom, Borås stadsteater.[33]
- 1964 – Förväxlingar, av William Shakespeare, Regi Palle Grandisty, Uppsala Stadsteater.[34]
- 1964 – Löjtnant Nant, av Pierre Gripari, regi Kåre Santesson, Uppsala stadsteater.[35]
- 1965 – Tigerlek, av Doris Lessing, regi Kåre Santesson, Uppsala stadsteater.[36]
- 1965 – Apskinnet, Av Christian Arnothy, Uppsala stadsteater.[37]
- 1965 – Undine, av Jean Giraudoux, regi Palle Granditsky, Uppsala stadsteater[38]
- 1966 – En mantel med doft av jasmine, regi Per Ragnar, Uppsala Stadsteater.[39]
- 1967 – Moderskärlek, av August Strindberg, regi Eva Sköld, TV-teater.[7]